# Pierre de Lano
Pour les articles homonymes, voir Lano.
Ne doit pas être confondu avec Pierre Lano.
Jean Pierre Augustin Gueheneuc de Lano dit Pierre de Lano (1852-1904) est un journaliste et écrivain français.

## Biographie
Fils de Jean Pierre Augustin Gueheneuc de Lano, rentier parisien, et de Clothilde Josèphe Joly, fille d'un menuisier originaire de Thérouanne.
Sous le nom de « Pierre Lano », il publie un premier roman en 1882, intitulé Les passionnés : Jules Fabien (Ollendorff), dédié à son père, et qui décrit les mœurs du Second Empire. Dès l'année 1883, il adopte le nom de plume de « Pierre de Lano ». Il signe des articles dans Le Journal.
Au cours des vingt années suivantes, il produit un certain nombre de romans et d'études, explorant tour à tour le monde de la vie parisienne et des courtisanes sous le Second Empire, le genre du roman populaire réaliste, ou encore celui du roman maritime.
En 1892, il est l'éditeur et le préfacier d'un livre de souvenirs du communard Marc-Amédée Gromier (1841-1913).
Quelques-uns de ses ouvrages sont remarquablement illustrés, caractéristiques d'une esthétique fin de siècle.
Pierre de Lano meurt à 51 ans, à son domicile, 16 rue de Passy, dans le 16e arrondissement de Paris ; il avait épousé le 14 novembre 1886, Marie Galbez.

## Écrits publiés

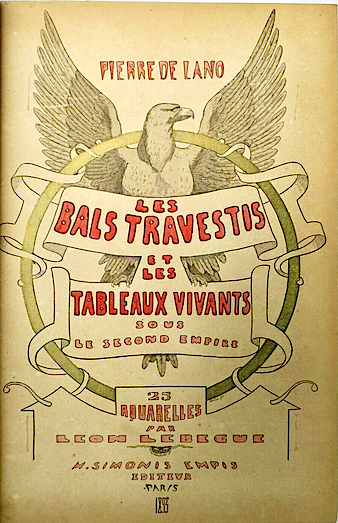
Couverture de Les Bals travestis et les tableaux vivants (Léon Lebègue, 1893).

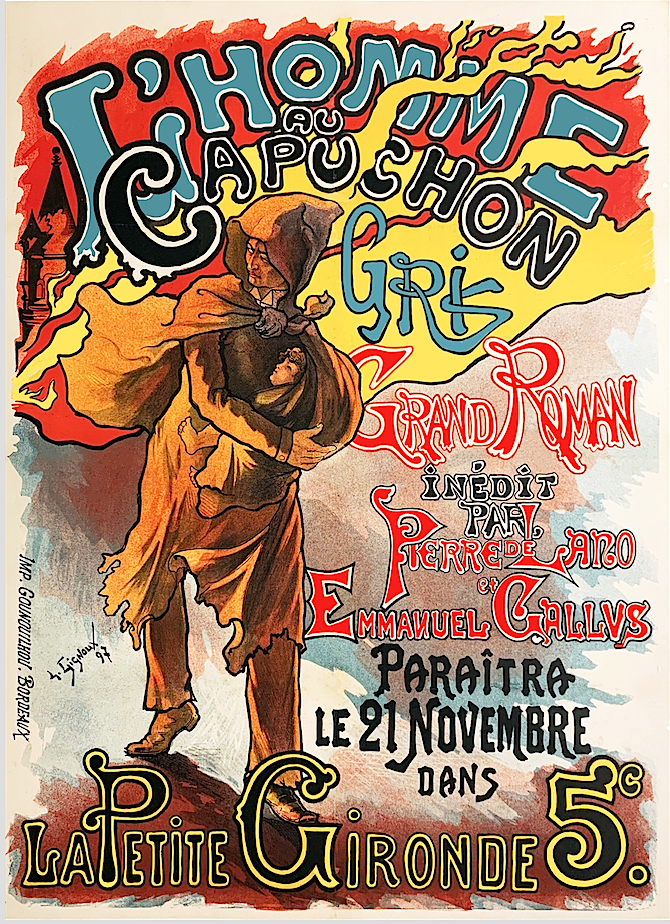
Affiche publicitaire de Ludovic Gignoux pour L'Homme au capuchon gris (1897), publié dans La Petite Gironde.

- Les passionnés : Jules Fabien, roman, Paris, P. Ollendorff, 1882 ; rééd. Flammarion, 1895.
- Courtisane !, Paris, E. Rouveyre et G. Blond, 1883.
- [éditeur] Mémoires de Cora Pearl, Paris, Jules Lévy libraire-éditeur, 1886.
- Après l'amour..., roman, 100 dessins de Fernand Fau, Paris, E. Dentu, 1889.
- L'Âme du juge, Paris, H. Simonis Empis[4], 1889.
- Le Roman d'un prince, Paris, E. Dentu, 1890.
- [préface] Albert Bidet, Les îles enchantées, contes de fées. Le prince Myosotis, Paris, C. Delagrave, 1890.
- Nos parisiennes : celles qui dansent, illustrations de Gil Baer, Paris, H. Simonis Empis, [1890].
- Histoire anecdotique de Second Empire I. : L'Impératrice Eugénie, biographie, Paris, Victor Havard, 1891.
- [préface] Guy de Téramond, Les Vers de vingt ans, dessins de Guydo, Paris, P. Rouquette et fils, 1891.
- Marc-Amédée Gromier, La Commune : journal d' un vaincu, recueilli et publié par Pierre de Lano, Paris, Victor Havard, 1892.
- Les bals travestis et les tableaux vivants sous le second Empire, illustré de vingt-cinq aquarelles hors texte par Léon Lebègue, Paris, H. Simonis Empis, 1893.
- Le Secret d'un empire I. : l'Empereur Napoléon III, Paris, Victor-Harvard, 1893.
- Histoire anecdotique de Second Empire II., Un drame aux Tuileries, Paris, H. Simonis Empis, 1894.
- Après l'Empire, Paris, H. Simonis Empis, 1894.
- La Cour de Berlin, Paris, H. Simonis Empis, 1894.
- Le Secret d'un empire II. : la cour de Napoléon III, Paris, Victor-Havard, 1895.
- Carnet d'une femme, recueilli et publié par Pierre de Lano, Paris, H. Simonis Empis, 1895.
- Histoire anecdotique de Second Empire III. : L'amour à Paris sous le Second Empire, avec des reproductions de photographies originales par Louis-Jean Delton, Paris, H. Simonis Empis, 1896.
- Nos Parisiennes : celles qui aiment, illustré par Gil Baer, Paris, H. Simonis Empis, 1896.
- À la mer. Nos Baigneuses, photographies de Léopold-Émile Reutlinger, Paris, H. Simonis Empis, 1897.
- À confesse..., Paris, H. Simonis Empis, 1897.
- L'Enfant, Paris, H. Simonis Empis, 1897.
- [préface] Gaston Dujarric, Pages de contrebande, Paris, Fischbacher, 1897.
- Du cœur aux sens. À travers le mariage. Libres intimités. Dans le péché, Paris, E. Flammarion, 1898.
- avec Emmanuel Gallus, L'Homme au capuchon gris, roman, Paris, E. Flammarion, 1898.
- — , L'Américain, Paris, E. Flammarion, 1898.
- — , La Femme aux papillons, Paris, E. Flammarion, 1899.
- — , Le Serment de Simone, Paris, E. Flammarion, 1899.
- Masques de femmes : les vierges, les amantes, les épouses, Paris, E. Flammarion, 1900.
- Silhouettes d'amants, Paris, E. Flammarion, 1901.
- La Piaffe, roman d'histoire contemporaine, Paris, E. Flammarion, 1901.
- avec Emmanuel Gallus, La Faute de Marthe, Paris, E. Flammarion, 1901.
- La Part des sens, Paris, V. Villerelle [Dujarric], 1901.
- L'École des baisers, de quelques sentiments et sensations en amour, Paris, E. Flammarion, 1902.
- Terr'Neuva, roman de moeurs maritimes, Paris, E. Flammarion, 1903.
- Poupée mondaine, Paris, E. Flammarion, 1904.